# مايك وديف يحتاجان مواعيد لحفل زفاف
مايك وديف يحتاجان مواعيد لحفل زفاف (بالإنجليزية: Mike and Dave Need Wedding Dates)‏ هو فيلم مغامرات كوميديا ورومانسية أمريكي صدر في 8 يوليو 2016، مقتبس عن قصة حقيقية لشقيقين يُطلقان إعلاناً للبحث عن رفيقتين في حفل زفاف أختهما المقام في جزر هاواي، الفيلم من إخراج جيك سيمانسكي وبطولة كل من زاك إيفرون، آدم ديفين، آنا كيندريك، أوبري بلازا وستيفن روت.

## القصة
تدور أحداث القصة المقتبسة من قصة واقعية حول الأخوين مايك (آدم ديفين) وديف (زاك إيفرون) الذان يطرحان إعلاناً على الإنترنت للبحث عن رفيقتين لهما في حفل زفاف أختهما جيني في هاواي ويلقى الإعلان تجاوبا كبيرا من الفتيات، ليحصلوا على مئات الطلبات ويتمّ بعدها استدعاؤهما للظهور في برنامج تلفزيوني، ويحصل الشقيقان على مئات الطلبات ويتم استدعاؤهما وقد وصف ديفيد ستانغل أحد أبطال القصة الحقيقية بعد مشاهدته للفيلم بأن أحداثه تتطابق تماماً مع ما حدث لهما في الواقع.

## وصلات خارجية
- الموقع الرسمي
- مايك وديف يحتاجان مواعيد لحفل زفاف على موقع IMDb (الإنجليزية)
- مايك وديف يحتاجان مواعيد لحفل زفاف على موقع ميتاكريتيك (الإنجليزية)
- مايك وديف يحتاجان مواعيد لحفل زفاف على موقع روتن توميتوز (الإنجليزية)
- مايك وديف يحتاجان مواعيد لحفل زفاف على موقع نتفليكس (الإنجليزية)
- مايك وديف يحتاجان مواعيد لحفل زفاف على موقع قاعدة بيانات الأفلام العربية
- مايك وديف يحتاجان مواعيد لحفل زفاف على موقع ألو سيني (الفرنسية)
- مايك وديف يحتاجان مواعيد لحفل زفاف على موقع Turner Classic Movies (الإنجليزية)
- مايك وديف يحتاجان مواعيد لحفل زفاف على موقع أول موفي (الإنجليزية)
- مايك وديف يحتاجان مواعيد لحفل زفاف على موقع بوكس أوفيس موجو (الإنجليزية)
- مايك وديف يحتاجان مواعيد لحفل زفاف على موقع بوكس أوفيس موجو (الإنجليزية)